# Kemijärvi (lac)
Pour l’article homonyme, voir Kemijärvi.
Le Kemijärvi est un lac de Finlande.

## Géographie
Le lac est situé en Laponie. Il s'étend sur la commune de Kemijärvi.

### Source
- (fi) Ministère finlandais de l'environnement - Classement des 94 lacs finlandais de plus de 40 km²